# Ollie Lindsay-Hague
Ollie Lindsay-Hague (8 de outubro de 1990) é um jogador de rugby sevens britânico, medalhista olímpico

## Carreira
Lindsay-Hague integrou o elenco da Seleção Britânica de Rugbi de Sevens, nos Jogos Olímpicos Rio 2016, conquistando a medalha de prata.